# 篠田次郎
篠田 次郎（しのだ じろう、1933年 - ）は、日本の清酒評論家、建築家。「吟醸酒ブームの仕掛け人」として知られる。

## 経歴
宮城県仙台市に生まれ、仙台市内の商業学校から福島大学経済学部に進んだ。卒業後、上京して化粧品会社に勤めた後、仙台に戻って建材会社に勤務し、この時期に新潟県で酒蔵の設計などに関わった。1965年に独立して再度上京し、建築士資格をもった友人とともに設備設計事務所である篠田安藤建築設計事務所、ジェイナスコンサルタンツを開設し、以降、技術士や中小企業診断士などを含め各種資格の取得を果たし、1973年には自らも一級建築士となった。篠田の下には全国から酒蔵設計の依頼があり、2000年までに50カ所を手がけた
1975年に「幻の日本酒を飲む会」を始め、主催者として日本酒の普及活動に関わり、「吟醸酒ブームの仕掛け人」と称されるようになる。ただし、当人はこの呼称を必ずしも歓迎していなかった。
先天性の網膜色素変性症によって、1995年に失明し、2000年には「幻の日本酒を飲む会」を解散したが、その後も執筆活動を続け、また、視覚障害者を対象とした酒蔵見学ツアーの企画などに関わっている。
2002年には、新設された特定非営利活動法人吟醸酒研究機構の代表である「世話人頭」となった。

## おもな著書
- 吟醸酒：全国市販吟醸酒カタログ、鎌倉書房、1984年
  - 1985年、1987年に内容を更新した新版が出ている。
- 幻の日本酒を求めて、大陸書房、1986年
- 日本の酒づくり：吟醸古酒の登場、中央公論社（中公新書）、1987年
- 吟醸酒誕生：頂点に挑んだ男たち、実業之日本社、1992年
  - 吟醸酒誕生：頂点に挑んだ男たち、中央公論社（中公文庫）、1998年
- 吟醸酒の来た道：至高の味わいを生んだ究極の技、実業之日本社、1995年
  - 吟醸酒の来た道、中央公論社（中公新書）、1999年
- 吟醸酒の光と影：世に出るまでの秘められたはなし、技報堂出版、2001年
- 「幻の日本酒」酔いどれノート、無明舎出版、2002年
- 日本酒ことば入門、無明舎出版、2008年

### 編著
- 全国清酒品評会：明治40年～昭和13年 名誉賞・優等賞全記録、	ほなみ出版、1992年

### 創作
- 釜石ドリー物語、無明舎出版、2014年

## 出演

### CM
- 東芝 日本語ワープロ TOSWORD JW-1（1983年）